# Balogh Attila (író)
Balogh Attila, írói nevei: G. Balogh, családi nevén Gajdos (Kolozsvár, 1937. szeptember 16. –) romániai magyar író.

## Életútja
Középiskolai és egyetemi tanulmányait szülővárosában végezte, közben fizikai munkásként (üvegolvasztó, rakodó) kereste meg a kenyerét. 1960-ban államvizsgát tett a Babeș–Bolyai Tudományegyetem filológiai karán. 1961-től a kolozsvári Nyomdaipari Vállalatnál volt tisztviselő.
Az Igaz Szó 1957-es novellapályázatán díjat nyert. Első kötete, a Gesztenyék és ecetfák (novellák, 1968) a Forrás-sorozatban jelent meg Huszár Sándor bevezetőjével. Második kötete kisregény: Felette nagy titok (1969). Az intellektuális próza művelője. 1974 óta figyelme a szemiotika felé fordult, s egy nemzetközi szemiotikai konferencián (Budapest, 1979) Bolyai János jeltudományát ismertette. Az előadás egy része megjelent (Bolyai János jel- és közléstana. TETT, 1979/3).
Az 1990-es években Gál Máriával és Imreh Ferenccel részt vett a Fehér könyv összeállításában, amely az 1944. őszi magyarellenes atrocitásokról szól. A könyv az észak-erdélyi, székelyföldi vérengzés (Szárazajta, Csíkszentdomokos) mellett kitért a dél-erdélyire is, román szabadcsapatok ott is megöltek ártatlan magyarokat, névsorukat is közölte: Gyantán 47 főt (köztük egy kétéves, két 13 éves fiú is volt), Magyarremetén 35 főt (köztük és 12 és egy 15 éves fiút), Kishalmágyon 6 főt és Szentmihályon szintén 6 embert.

## Művei
- Gesztenyék és ecetfák. Novellák; Irodalmi, Bukarest, 1968 (Forrás)
- Felette nagy titok. Kisregény; Irodalmi, Bukarest, 1969
- Gál Mária–Gajdos Balogh Attila–Imreh Ferenc: Fehér könyv az 1944. őszi magyarellenes atrocitásokról; RMDSZ, Kolozsvár, 1995
- Besúgói jelentés. Esszénovella a csapdáról; Nis, Kolozsvár, 1995 (Erdélyi kiskönyvtár)
- Fegyencek az utcában; Stúdium, Kolozsvár, 2000